# Стърмец при Поленшаку
Стърмец при Поленшаку (на словенски: Strmec pri Polenšaku) е село в Словения, Подравски регион, община Дорнава. Според Националната статистическа служба на Република Словения през 2002 г. селото има 43 жители.